# Arichanna perflava
Arichanna perflava är en fjärilsart som beskrevs av Wehrli 1933. Arichanna perflava ingår i släktet Arichanna och familjen mätare. Inga underarter finns listade i Catalogue of Life.